# Ampliación San Juan 3ra. Sección
Ampliación San Juan 3ra. Sección är en ort i Mexiko.   Den ligger i kommunen Amozoc och delstaten Puebla, i den sydöstra delen av landet, 120 km öster om huvudstaden Mexico City. Ampliación San Juan 3ra. Sección ligger 2 241 meter över havet och antalet invånare är 415.
Terrängen runt Ampliación San Juan 3ra. Sección är kuperad österut, men västerut är den platt. Runt Ampliación San Juan 3ra. Sección är det mycket tätbefolkat, med 2 614 invånare per kvadratkilometer. Närmaste större samhälle är Puebla de Zaragoza, 10,0 km väster om Ampliación San Juan 3ra. Sección. Trakten runt Ampliación San Juan 3ra. Sección består i huvudsak av gräsmarker.